# Sphaerocodon caffrum
Sphaerocodon caffrum är en oleanderväxtart som först beskrevs av Carl Daniel Friedrich Meisner, och fick sitt nu gällande namn av Rudolf Schlechter. Sphaerocodon caffrum ingår i släktet Sphaerocodon och familjen oleanderväxter. Inga underarter finns listade i Catalogue of Life.